# Carl Gottlob Kühn
Pour les articles homonymes, voir Kühn.
Carl Gottlob Kühn (1754-1840) est un professeur de physiologie et de pathologie à Leipzig.

## Biographie
Né à Spergau en Saxe, Carl Gottlob Kühn attache son nom à la collection intitulée Medicorum graecorum opera, publiée en grec et latin en 26 volumes in-8° (Leipzig 1821-33), qui est considérée comme l'une des plus importantes publications de ce type au XIXe siècle, bien qu'il y manque les écrits d'Aétius, d'Oribase, d'Alexandre de Tralles et de Paul d'Égine.
On doit aussi à Kuhn plusieurs ouvrages originaux, se rapportant pour la plupart à l'histoire de la science, entre autres une Histoire de l'électricité médicale (1783-97).
Il est le père d'Othon Bernard Kühn (né en 1800) qui est professeur de chimie à Leipzig, et qui a publié en allemand : Essai d'Anthropochimie (1824) ; Chimie pratique à l'usage des médecins (1829) ; Introduction pour les recherches chimiques sur les qualités des corps (1830) ; Manuel de Stœchiométrie (1837) ; Système de Chimie organique (1848).